# Gheerkin de Hondt
Gheerkin de Hondt ook Ge(r)rit of Gheerart en Gerryt de Hont ('s-Hertogenbosch, overleden 1547) was een Nederlands polyfonist die geleefd heeft en gewerkt in Brugge en 's-Hertogenbosch.

## Leven
De vroegste vermelding van de componist is te vinden in de administratie van de Delftse Nieuwe Kerk; waaruit blijkt dat Gheerkin tussen 1520 en 1524 enige tijd in dienst is geweest als zangmeester. Op 1 augustus 1530 werd Gheerkin opnieuw benoemd tot zangmeester. Gheerkins verblijf in Delft is ook dan van korte duur: in februari 1532 vertrekt hij weer.
Nadat Gheerkin in februari 1532 uit Delft is vertrokken, duikt zijn naam in juli 1532 op in de boeken van de parochie van de Sint-Jakobskerk te Brugge; hij is als zangmeester actief in de stad waar in vijf verschillende kerken op zeer hoog niveau werd gezongen; componisten als Jacob Obrecht, Benedictus Appenzeller, Lupus Hellinck, Jacobus Clemens non Papa en Jean Richafort waren er ook als zangmeester aan een van de Brugse kerken verbonden.
In het najaar van 1539 verlaat Gheerkin de Hondt Brugge en treedt hij in 's-Hertogenbosch in dienst van het kapittel van Sint-Jan en de Illustre Lieve Vrouwe Broederschap – waar ook de naam van Jeroen Bosch aan verbonden was - die voor hun diensten in de Broederschapskapel in de Sint-Janskathedraal vele zangers tewerkstelden; de Broederschap was immers opgericht in 1318 met als hoofddoel de Mariaverering, waartoe de broederschap in de Sint-Jan over een eigen kapel konden beschikken. De Sint-Jan was in die tijd de enige grote kerk in 's-Hertogenbosch en was zowel kapittel- als parochiekerk. Tijdens Gheerkins dienstverband brachten kapelmeesters als Cornelius Canis of Thomas Crecquillon, in dienst bij keizer Karel V, en Benedictus Appenzeller, in dienst bij landvoogdes Maria van Hongarije een bezoek aan de stad. De Hondt bleef daar werkzaam tot 1547. Als zangmeester was Gheerkin verantwoordelijk voor de muziek in de kapel tijdens mis en vesper en voor de koralen, de koorknapen. Is over de periode in de Nieuwe Kerk in Delft en de Sint-Jacob in Brugge minder bekend, de rekeningen van de Broederschap in 's-Hertogenbosch zijn dan weer een rijke bron van informatie over het verblijf van de componist in de stad. en zo komen we te weten dat, omdat zijn vrouw niet goed voor de koorknapen had gezorgd, hij ontslagen werd en samen met een koorknaap, een zekere Simon, naar 'Vrieslant' vertrok. Naast het zingen van vespers en mis (wekelijks en op hoogtijdagen), zingt de zangersgroep voor de Illustre Lieve Vrouwe Broederschap vrijwel dagelijks een Marialof, treedt zij aan om te zingen tijdens herdenkingsdiensten van overleden leden van de Broederschap, de jaarlijkse grote Bossche processie en de maaltijden die de kerngroep van de Broederschap voor zichzelf organiseert. Als zangmeester is Gheerkin mede verantwoordelijk voor het aantrekken van geoefende zangers. Vaak verdiende een zangmeester in 's-Hertogenbosch bij door het leveren van composities aan de broeders. In de rekening van 1539/40 wordt vermeld dat Gheerkin betaald krijgt voor enkele motetten.

## Werk
Gheerkin schreef vijf missen waaronder een 'Missa Ceciliam cantate pii', vier motetten, acht Franse chansons en één Nederlands lied. Twee van Gheerkins missen zijn opgenomen in een koorboek, dat zich in het Zwanenbroedershuis in 's-Hertogenbosch bevindt, het domicilie van de Illustre Lieve Vrouwe Broederschap. Van zijn talrijke motetten zijn er slechts enkele behouden gebleven die evenwel getuigen van zijn grote muzikale begaafdheid en zijn technische bedrevenheid. Het 'Benedicite Dominus', een op muziek gezet tafelgebed, schreef hij wellicht in 1540 voor de Broederschap. Dit motet wordt gezongen door de Schola Cantorum, het kathedrale koor van de Sint-Jan te 's-Hertogenbosch en opvolger van de kleine zangersgroep uit de 16e eeuw.
Het enige Nederlandse lied dat we van Gheerkin kennen, "Het was mij wel te vooren gheseijt", dat behalve in het in 1542 samengestelde liedboek van de Brugse muziekliefhebber Zeghere van Male ook is opgenomen in het in 1551 uitgegeven "Ierste Musyck Boexken" van Tielman Susato, is een vierstemmige zetting van een strofe van een eenstemmig lied dat in het Antwerps Liedboek (enig bewaarde druk van 1544) tekstueel integraal bewaard bleef.

## Discografie
Vermeldenswaard gelet op het unieke karakter van deze discografische monografie:
- Gheerkin de Hondt - a Portrait, Egidius Kwartet, (Et'cetera KTC 1300 uit 2006)

- Bibliothèque nationale de France: cb14806491s (data)
- Gemeinsame Normdatei: 103904395
- International Standard Name Identifier: 0000 0003 8213 6018
- Library of Congress Control Number: no2003111995
- MusicBrainz: 7470b872-a245-472f-937c-d0653836bb9e
- Nederlandse Thesaurus van Auteursnamen: 132107708
- Réseau des bibliothèques de Suisse occidentale: 02-A000071705
- Système universitaire de documentation: 189797835
- Virtual International Authority File: 263425176
- WorldCat: E39PCjHW6wk7B9ppYJFjBmyTpP